# Segon Tractat del Gran Set
El Segon Tractat del Gran Set és un manuscrit apòcrif de contingut gnòstic que forma part del Còdex VII dels Manuscrits de Nag Hammadi. Escrit en llengua copta, se suposa redactat a la segona meitat del segle ii. Set és citat a la Bíblia com un dels fills d'Adam i Eva

## Contingut
El Segon Tractat del Gran Set és un diàleg apocalíptic que discorre entre Jesús i la comunitat gnòstica. El nom de Set no torna a sortir, només al títol, i se suposa que el narrador protagonista és el mateix Jesucrist. El text presenta d'una manera senzilla, la història de la missió del Salvador que li va confiar l'assemblea celestial: el seu descens a la Terra, la trobada amb els poders terrenals, la seva crucifixió i el seu retorn al Pleroma.
Segueix una tesi que també es desenvolupa a l'Apocalipsi Gnòstic de Pere (NHC VII, 3), que diu que la mort de Jesucrist no es va produir i no va morir a la creu. Tothom pensava que havia patit i mort, però els governants havia capturat l'home equivocat. Basilides citat per Ireneu de Lió, defensava també aquesta tesi, i deia que Simó de Cirene va ser al que realment van crucificar.
| «                  | "No em van colpejar. Els que hi eren pensaven haver-me castigat. I no vaig morir verdaderament, sinó en aparença ... La meva mort, que creien que passava ... pel seu error i ignorància ... Era un altre, Simó, el que portava la creu sobre les espatlles. Va ser un altre a qui van posar la corona d'espines ... I vaig riure veient la seva ignorància. | » |
| — Narrat per Jesús | |   |

Aquesta interpretació és similar a la que es troba a l'Alcorà i a altres textos islàmics sobre la suposada mort de Jesús. Fins que no es van trobar aquests manuscrits, es pensava que la creença de què Jesús no va morir a la creu només es trobava en la teologia islàmica del segle vii. Però algunes sectes gnòstiques creien que Jesús no era un home sinó un esperit i, per tant, no podia morir, com plantejava el Docetisme.